# ویلفرید سانو
ویلفرید سانو (انگلیسی: Wilfried Sanou؛ زادهٔ ۱۶ مارس ۱۹۸۴) بازیکن فوتبال اهل بورکینافاسو است.
از باشگاه‌هایی که در آن بازی کرده‌است، می‌توان به باشگاه فوتبال فرایبورگ، باشگاه فوتبال کلن، باشگاه فوتبال سیون، باشگاه فوتبال اوراوا رد دیاموندز و تیم ملی فوتبال بورکینافاسو اشاره کرد.
وی همچنین در تیم ملی فوتبال بورکینافاسو بازی کرده‌است.